# Allt för byn
Allt för byn var ett svenskproducerat TV-program som sändes på TV3 under hösten 2007 där tio män från Hammarstrand fick till uppgift att ta fram en show som skulle sättas upp på Intiman i Stockholm. Programserien producerades av Strix Television. Producent var Mikael Gordon Solfors och  Regissör var Rafael Edholm.
Idén till programmet kom från Norge där projektet "Alt for Rognan" blev en succé. Där startade arbetet i augusti 2006. Programmen sändes i norska TV 2. Premiären var i november 2006 på Chat Noir i Oslo och uppsättningen fick bra recensioner. Antalet föreställningar fick utökas och det slutade med 70 shower.
De tio männen som utgör ensemblen i Allt för byn valdes ut på en audition. De har bakgrund från musik, teater och trolleri, men ingen arbetade inom dessa områden professionellt då projektet startade.
Programmet fick inledningsvis dåliga tittarsiffror och programmet fick flytta sändningtid.
Efter intensiva repetitioner gjorde gruppen en föreställning på Intiman den 6 november som fick ett gott mottagande.